# Governo Provisório da Iugoslávia Federal Democrática
O Governo Provisório da Iugoslávia Federal Democrática (Servo-croata: Privremena vlada Demokratske Federativne Jugoslavije / Привремена влада Демократске Федеративне Југославије) foi o governo nacional temporário da Iugoslávia Federal Democrática formado através da fusão do governo no exílio da Iugoslávia e do Comitê Nacional para a Libertação da Iugoslávia (NKOJ). Existiu de 7 de março a 11 de novembro de 1945. Tornou-se então a República Popular Federal da Iugoslávia no final de 1945, que por sua vez se tornou a República Socialista Federativa da Iugoslávia de 1963 a 1992.

## Objetivos
“No momento, nossos esforços estão focados em uma direção, que é:
1. reunir todos os indivíduos patrióticos e honrados para que nossa luta contra os invasores fosse o mais bem-sucedida possível,
2. construir a fraternidade e a unidade jugoslavas das nações que não existiam antes da guerra e cuja ausência levou o nosso país ao desastre
3. proporcionar condições para a organização de um Estado em que todas as nações se sintam felizes, e que seja verdadeiramente uma Iugoslávia Federal Democrática. "

## Emergência
Antes da formação do governo temporário, ocorreram várias reuniões entre Josip Broz Tito e Ivan Šubašić, o Ban da Croácia antes da guerra e primeiro-ministro da Iugoslávia, em Londres durante a Segunda Guerra Mundial. 
A situação internacional levou Tito a entrar na política e a comprometer-se a substituir o radicalismo, a pressão da Grã-Bretanha e do seu protector internacional, a URSS, pela "política real" e a adoptar um memorando do governo britânico, que lhe foi transmitido por Winston Churchill de Agosto 1944. Para que o país não imponha o comunismo, para manter o Partido Comunista na conspiração e para expressar o programa comunista através da Frente Nacional da Iugoslávia.
Após o Tratado de Vis ou o Acordo Tito-Šubašić, Tito e Šubašić reuniram-se em Vršac em 20 de outubro de 1944. A estadia de Tito na União Soviética durante a Conferência de Moscou entre Josef Stalin e Winston Churchill abriu as portas para outros acordos entre representantes do Comitê Nacional e do Governo Real. O acordo foi concluído em 1 de novembro de 1944 em Belgrado e é conhecido como Acordo de Belgrado.
Novos contatos ocorreram em Dezembro de 1944, quando foi feita a alteração ao Acordo de Belgrado, certas garantias para os partidos políticos, e a ratificação da legislação do AVNOJ pela futura Assembleia Constituinte. O Acordo de Belgrado está insatisfeito com o rei Pedro II, cuja função está sob o acordo de Tito–Šubašić em 1944. Um Conselho de Regência realizado por um painel composto por três membros.
No entanto, após a Conferência de Ialta, em 16 de fevereiro de 1945, o governo de Ivan Šubašić chegou a Belgrado. Depois de muita negociação e persuasão, o Rei Pedro II finalmente concordou com a transição de poder. Nos termos do acordo, três dias depois, o governo real e o NKOJ renunciaram. O novo governo foi formado em 7 de março de 1945 e em 9 de março adotou uma Declaração. Naquela noite, Tito leu-o numa transmissão pela Rádio Belgrado.

## Abdicação do Rei Pedro II
Atuando como Chefe de Estado em 7 de março de 1945, o rei Pedro II criou seu Conselho de Regência, para o qual nomeou os advogados constitucionais Srđan Budisavljević, Ante Mandić e Dušan Sernec. Ao fazê-lo, o Rei autorizou o seu Conselho a formar um governo temporário comum com o Comitê Nacional para a Libertação da Iugoslávia (NKOJ) e a aceitar a nomeação de Josip Broz Tito como Primeiro-Ministro do primeiro governo da Iugoslávia do pós-guerra. Tal como autorizado pelo Rei, o Conselho aceitou assim a nomeação de Tito em 29 de Novembro de 1945, quando a  República Popular Federal da Iugoslávia ou Segunda Iugoslávia foi oficialmente declarada. Através desta transferência incondicional de poderes, Pedro II abdicou em favor de Tito.  Esta data, quando a segunda Iugoslávia nasceu sob o direito internacional, já havia sido marcada como o feriado nacional da Iugoslávia, o Dia da República, no entanto, após a mudança dos comunistas para o autoritarismo, este feriado marcou oficialmente a Sessão de 1943 da AVNOJ que coincidentemente caiu no mesmo dia do ano.
Milan Grol, o vice-primeiro-ministro, renunciou em 8 de agosto de 1945, alegando que o novo governo não respeitava o princípio da democracia e da liberdade de expressão. Depois que o editorial "casa em chamas" de Democracia foi publicado nas cidades da Iugoslávia, houve um desentendimento entre Šubašić e um representante da Frente Unitária de Libertação Nacional. No mesmo dia, Juraj Šutej, Ministro sem pasta, renunciou. Ivan Šubašić, o Ministro dos Negócios Estrangeiros, demitiu-se em 8 de outubro de 1945, dizendo que não havia um governo democrático livre, mas sim uma ditadura comunista no país.

## Membros do gabinete
| Ministro        | Ministro             | Ministro              | Pasta                                         | Mandato                                | Partido                                | Notas                                                                        |
| --------------- | -------------------- | --------------------- | --------------------------------------------- | -------------------------------------- | -------------------------------------- | ---------------------------------------------------------------------------- |
|                 | Josip Broz Tito      | Josip Broz Tito       | Primeiro-ministro Ministro da Defesa          | 7 de março de 1945 –                   | Frente Unitária de Libertação Nacional | Anteriormente membro do NKOJ.                                                |
|                 | Milan Grol           | Milan Grol            | Vice-primeiro-ministro                        | 7 de março – 24 de agosto de 1945      | Partido Democrático                    | anteriormente membro do governo no exílio. Renunciou em 18 de agosto de 1945 |
|                 | Edvard Kardelj       | Edvard Kardelj        | Vice-primeiro-ministro                        | 7 de março de 1945 –                   | Frente Unitária de Libertação Nacional | Anteriormente membro do NKOJ.                                                |
|                 | Ivan Šubašić         | Ivan Šubašić          | Ministro das Relações Exteriores              | 7 de março – 8 de outubro de 1945      | Partido Camponês Croata                | anteriormente membro do governo no exílio. Renunciou em 8 de outubro de 1945 |
|                 | Anton Kržišnik       | Josip Smodlaka        | Ministro sem Pasta                            | 7 de março de 1945 –                   | Frente Unitária de Libertação Nacional | Anteriormente membro do NKOJ.                                                |
|                 |                      | Juraj Šutej           | Ministro sem Pasta                            | 7 de março de 1945 –                   | Partido Camponês Croata                | anteriormente membro do governo no exílio. Renunciou em 18 de agosto de 1945 |
|                 | Sreten Žujović       | Sreten Žujović        | Ministro das Finanças                         | 7 de março de 1945 –                   | Frente Unitária de Libertação Nacional | Anteriormente membro do NKOJ.                                                |
|                 | Drago Marušič        | Drago Marušič         | Ministro dos Correios, Telégrafos e Telefones | 7 de março de 1945 –                   | Partido Popular Esloveno               | anteriormente membro do governo no exílio.                                   |
|                 | Frane Frol           | Frane Frol            | Ministro da Justiça                           | 7 de março de 1945 –                   | Frente Unitária de Libertação Nacional | Anteriormente membro do NKOJ.                                                |
|                 | Vlada Zečević        | Vlada Zečević         | Ministro da Administração Interna             | 7 de março de 1945 –                   | Frente Unitária de Libertação Nacional | Anteriormente membro do NKOJ.                                                |
|                 | Todor Vujasinović    | Todor Vujasinović     | Ministro dos Transportes                      | 7 de março de 1945 –                   | Frente Unitária de Libertação Nacional | Anteriormente membro do NKOJ.                                                |
|                 | Andrija Hebrang      | Andrija Hebrang       | Ministro da Indústria                         | 7 de março de 1945 –                   | Frente Unitária de Libertação Nacional | Anteriormente membro do NKOJ.                                                |
|                 |                      | Nikola Petrović       | Ministro do Comércio e Abastecimento          | 7 de março de 1945 –                   | Frente Unitária de Libertação Nacional | Anteriormente membro do NKOJ.                                                |
|                 | Vladislav Ribnikar   | Vladislav S. Ribnikar | Ministro da Educação                          | 7 de março de 1945 –                   | Frente Unitária de Libertação Nacional | Anteriormente membro do NKOJ.                                                |
|                 | Sava Kosanović       | Sava Kosanović        | Ministro da Informação                        | 7 de março de 1945 –                   |                                        | anteriormente membro do governo no exílio.                                   |
|                 | Zlatan Sremec        | Zlatan Sremec         | Ministro da Saúde Pública                     | 7 de março de 1945 –                   |                                        | Anteriormente membro do NKOJ.                                                |
|                 | Bane Andrejev        | Bane Andrejev         | Ministro da Mineração                         | 7 de março de 1945 –                   | Frente Unitária de Libertação Nacional |                                                                              |
|                 |                      | Vaso Čubrilović       | Ministro da Agricultura                       | 7 de março de 1945 –                   | Frente Unitária de Libertação Nacional |                                                                              |
|                 | Sulejman Filipović   | Sulejman Filipović    | Ministro das Florestas                        | 7 de março de 1945 –                   | Frente Unitária de Libertação Nacional | Anteriormente membro do NKOJ.                                                |
|                 | Anton Kržišnik       | Anton Kržišnik        | Ministro dos Assuntos Sociais                 | 7 de março de 1945 –                   | Frente Unitária de Libertação Nacional | Anteriormente membro do NKOJ.                                                |
|                 | Sreten Vukosavljević | Sreten Vukosavljević  | Ministro da Colonização                       | 7 de março de 1945 –                   | Frente Unitária de Libertação Nacional |                                                                              |
|                 | Rade Pribićević      | Rade Pribićević       | Ministro da Construção                        | 7 de março – 24 de abril de 1945       | Frente Unitária de Libertação Nacional | Anteriormente membro do NKOJ.                                                |
| Rade Pribićević | Stevan Zečević       | 24 de abril de 1945 – | Ministro da Construção                        | Frente Unitária de Libertação Nacional |                                        |                                                                              |
|                 |                      | Jaša Prodanović       | Ministro da Sérvia                            | 7 de março – 9 de abril de 1945        | Frente Unitária de Libertação Nacional |                                                                              |
|                 |                      | Pavle Gregorić        | Ministro da Croácia                           | 7 de março – 14 de abril de 1945       | Frente Unitária de Libertação Nacional |                                                                              |
|                 | Rodoljub Čolaković   | Rodoljub Čolaković    | Ministro da Bósnia e Herzegovina              | 7 de março de 1945 –                   | Frente Unitária de Libertação Nacional |                                                                              |
|                 | Milovan Đilas        | Milovan Đilas         | Ministro de Montenegro                        | 7 de março de 1945 –                   | Frente Unitária de Libertação Nacional |                                                                              |
|                 | Emanuel Čučkov       | Emanuel Čučkov        | Ministro da Macedônia                         | 7 de março de 1945 –                   | Frente Unitária de Libertação Nacional | Anteriormente membro do NKOJ.                                                |
|                 | Edvard Kocbek        | Edvard Kocbek         | Ministro da Eslovênia                         | 7 de março de 1945 –                   | Frente Unitária de Libertação Nacional | Anteriormente membro do NKOJ.                                                |